# Guillaume Turmeau
 (août 2017).
Si vous disposez d'ouvrages ou d'articles de référence ou si vous connaissez des sites web de qualité traitant du thème abordé ici, merci de compléter l'article en donnant les références utiles à sa vérifiabilité et en les liant à la section « Notes et références ».
Guillaume Turmeau, né à Saint-Pierre-sur-Orthe, religieux français, auteur au XVIIe siècle d'un recueil de huit Noëls.

## Biographie
Originaire d'une famille très répandue au pays de Villaines-la-Juhel, il est né de Marin Turmeau et de Marie N. Laurent Turmeau, sieur du Petit-Verger, fut curé de Saint-Gaël, au diocèse de Saint-Malo, fonda dans le même  temps des prières à Saint-Pierre, sa paroisse.
Guillaume, tonsuré au Mans, 1601, maître ès arts de l'Université de Paris, prêtre en 1604, pourvu de la cure d'Eperray et de la léproserie de Saint-Nicolas de Bellême, devint prieur-curé de Loupfougères en 1612 et résigna son bénéfice à Simon Morice, sous réserve d'une pension de 400 livres en 1646. Il a composé un recueil de huit Noëls, intitulé : Cantiques spirituels sur le mystère de l'Incarnation et Nativité du Sauveur du monde, Le Mans, Olivier, s.d., 12 p. in-12. Ces vers, où abondent les emprunts mythologiques, pouvaient sans doute se chanter, mais supportent à peine la lecture. 
Inconnu à Narcisse Henri François Desportes et à Jean-Barthélemy Hauréau, le curé de Loupfougères a encore eu le malheur d'être ainsi présenté par Dom Piolin : On possède des cantiques spirituels dus à la veuve de Guillaume Turneau, prêtre et prieur de Loupfougères. Ce Turneau serait-il ce poète manceau dont parle le critique Launoy sous le nom de Turneus ? Cette conjoncture esr d'autant plus vraisemblable qu'il y a identité pour le temps. La conjoncture est fausse, et le curé se nommait Turmeau et non Turneau. M. Goupil a donné une reproduction fidèle du livret introuvable de Guillaume Turmeau (Laval, 1894, 50 exemplaires).

## Source
« Guillaume Turmeau », dans Alphonse-Victor Angot et Ferdinand Gaugain, Dictionnaire historique, topographique et biographique de la Mayenne, Laval, A. Goupil, 1900-1910 [détail des éditions] (BNF 34106789, présentation en ligne), t. III, p. 817.